# Altamira do Maranhão
Altamira do Maranhão is een gemeente in de Braziliaanse deelstaat Maranhão. De gemeente telt 7.771 inwoners (schatting 2009).